# 義武
義武（ぎぶ）は明代の農民反乱の指導者である張献忠が大西政権を樹立し使用した説のある私年号。1643年 - 不詳。
李崇智は高迎祥の私年号興武との混同ではないかと疑義を提起している。